# Dona Clotilde
Dona Clotilde (no original, Doña Clotilde) é uma personagem fictícia criada por Roberto Gómez Bolaños para a série El Chavo del Ocho. Era interpretada por Angelines Fernández. Apaixonada por Seu Madruga, Clotilde sempre tenta agradá-lo. Por morar na casa de número 71 e sua casa se assemelhar a um ambiente bruxesco, frequentemente é chamada de Bruxa ou Bruxa do 71 pelos moradores da vila, e tem um gato chamado Satanás.